# エドワード・ヴィリアーズ (初代ジャージー伯爵)

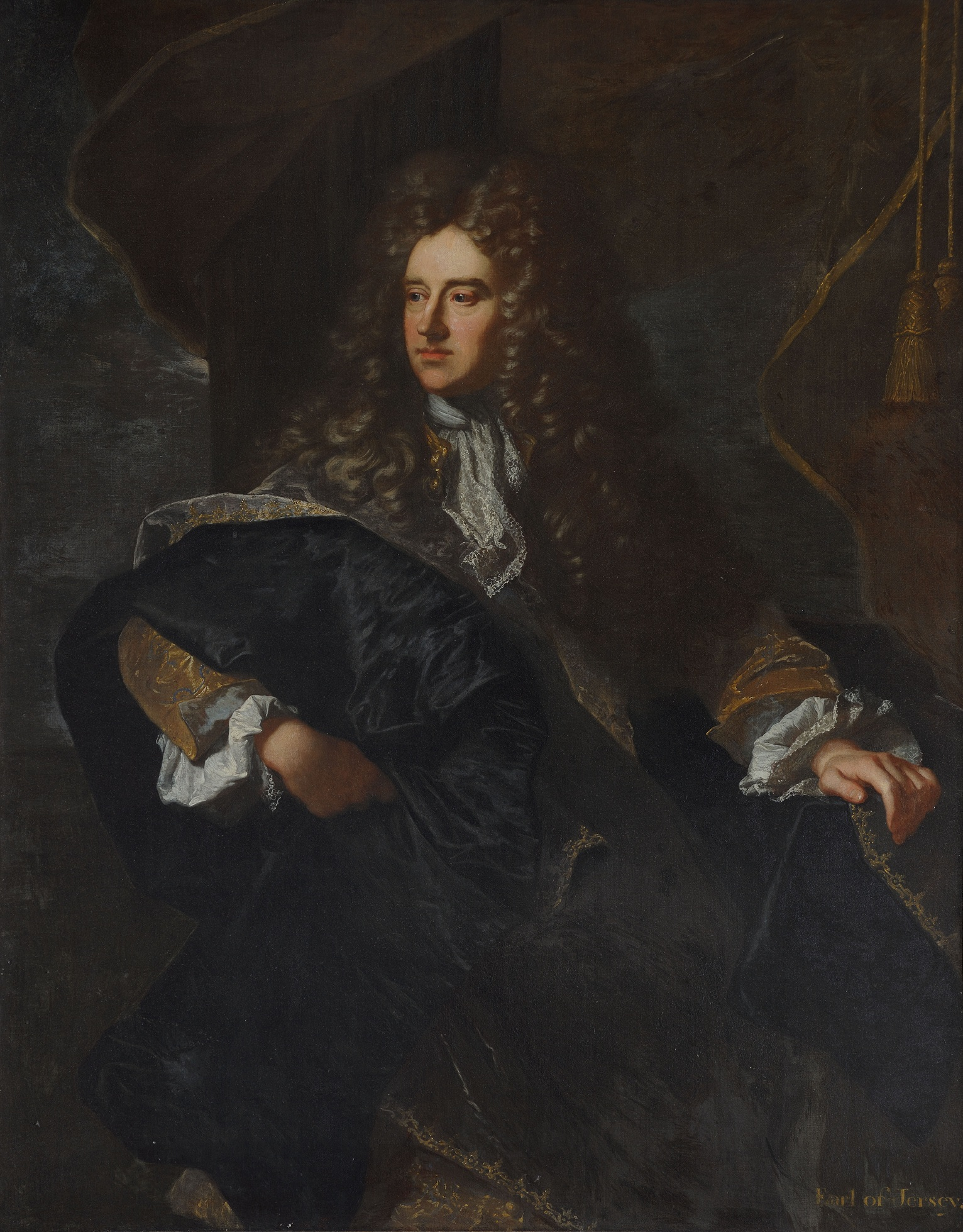
初代ジャージー伯エドワード

初代ジャージー伯爵エドワード・ヴィリアーズ（Edward Villiers, 1st Earl of Jersey, PC, 1656年 - 1711年8月25日）は、イギリスの貴族・政治家。サー・エドワード・ヴィリアーズとサフォーク伯セオフィラス・ハワードの娘フランシスの末子で初代バッキンガム公ジョージ・ヴィリアーズは大叔父、イングランド王チャールズ2世の愛人の1人バーバラ・パーマーは従姉、ウィリアム3世の愛人でイギリス陸軍元帥兼オークニー伯ジョージ・ダグラス・ハミルトンの妻エリザベス・ハミルトンは妹に当たる。

## 生涯
1689年に父が亡くなった後、王室の馬の世話役としてウィリアム3世・メアリー2世夫妻に仕えた。1691年にヴィリアーズ子爵に叙爵、1696年にレイスウェイク条約締結会議にイングランド代表として出席、1697年にジャージー伯に叙爵、1698年から1699年まで駐仏大使、1699年から1700年まで南部担当国務大臣、更に宮内長官に転任するなど官職を経験していった。しかし、1704年にアン女王とシドニー・ゴドルフィンの意向で宮内長官を罷免され、1706年にホイッグ党政権が成立すると他のトーリー党員と共に枢密院からも排除された。
1710年にトーリー党が政権を奪取してからはスペイン継承戦争の終結を望むロバート・ハーレーとシュルーズベリー公チャールズ・タルボットの指示に従い、フランスの外相トルシー侯と接触して交渉を行い和睦内容の骨子を纏めた。しかし、アンからはジャコバイトと通じていると疑われたため（宮内長官罷免後に繋がったとされる）、交渉に対する論功行賞が遅れ、1711年に授与が決定したが同年に急死したため話は立ち消えとなった。フランスとの交渉はヘンリー・シンジョンが担当となり継続、1713年にユトレヒト条約として成立した。
ジャージー伯位は息子のウィリアムが継承、後にクラレンドン伯爵ヘンリー・ハイドが死亡すると孫でウィリアムの息子トマスが姻戚関係からクラレンドン伯位も継いだ。

## 子女
1681年にウィリアム・チフィンチの娘バーバラと結婚、3人の子を儲けた。
1. ウィリアム（1682年 - 1721年）
2. ヘンリー（? - 1743年）
3. メアリー（? - 1734年/1735年） - トマス・シンと結婚、ウェイマス子爵トマス・シンの母。